# Monoposthia falklandiae
Monoposthia falklandiae is een rondwormensoort uit de familie van de Monoposthiidae. De wetenschappelijke naam van de soort is voor het eerst geldig gepubliceerd in 1959 door Allgén.